# Жума Андрій Володимирович
Андрі́й Володи́мирович Жума — солдат Збройних сил України.
Брав участь у боях на сході України в складі 93-ї бригади.

## Нагороди
За особисту мужність, сумлінне та бездоганне служіння Українському народові, зразкове виконання військового обов'язку відзначений — нагороджений
- орденом «За мужність» III ступеня (3.11.2015).